# São Bartolomeu do Outeiro
São Bartolomeu do Outeiro ist ein Ort und eine ehemalige Gemeinde (Freguesia) im portugiesischen Kreis Portel. Die Gemeinde hatte 436 Einwohner (Stand 30. Juni 2011).
Am 29. September 2013 wurden die Gemeinden São Bartolomeu do Outeiro und Oriola zur neuen Gemeinde União das Freguesias de São Bartolomeu do Outeiro e Oriola zusammengeschlossen. São Bartolomeu do Outeiro ist Sitz dieser neu gebildeten Gemeinde.